# Albert Gallatin

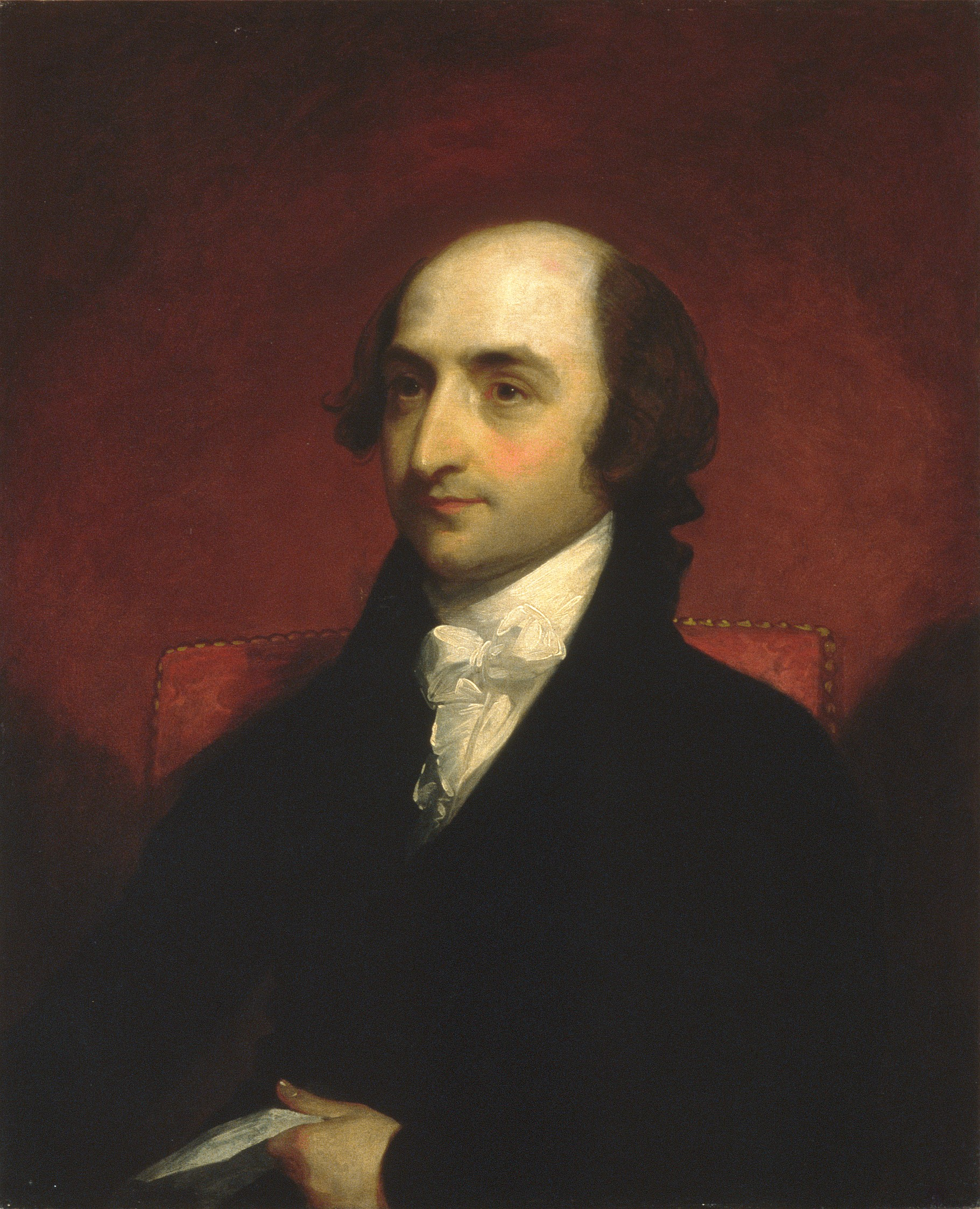
Albert Gallatin (Gilbert Stuart, 1803)

Abraham Alfonse Albert de Gallatin (* 29. Januar 1761 in Genf, Republik Genf; † 12. August 1849 in Astoria, heute Teil von Queens, Bundesstaat New York) war ein US-amerikanischer Politiker (Demokratisch-Republikanische Partei), Ethnologe, Linguist und Diplomat. Er war Abgeordneter und Senator von Pennsylvania und der am längsten amtierende Finanzminister in der Geschichte der USA – von 1801 bis 1814. In dieser Funktion führte er, das Zurückzahlen von Staatsanleihen ausgenommen, größtenteils die Politik seines föderalistischen Vorgängers Alexander Hamilton weiter. Danach betätigte er sich einige Jahre als Botschafter in Frankreich und dem Vereinigten Königreich. Auch an den Verhandlungen über den Frieden von Gent, der den Krieg von 1812 beendete, war er beteiligt.

## Leben

### Frühe Jahre

Hauswappen Gallatin

Gallatin entstammte einer savoyischen Adelsfamilie, die erstmals 1258 in den Aufzeichnungen der Abtei Bella Comba erwähnt wird und die Abstammung von einem römischen Konsul beansprucht. 1510 wurde ein Familienangehöriger Bürger von Genf und die Gallatins in der Folge dort eine bedeutende Patrizierfamilie. Albert Gallatin wurde hier 1761 als Sohn des wohlhabenden Uhrenhändlers Jean Gallatin und seiner Frau Sophie Albertine Rolaz geboren. Durch den frühen Tod seines Vaters 1765 und der Mutter vier Jahre später verwaisten er und seine fünf Jahre ältere Schwester. Trotzdem erlebte er die Kindheit in der Obhut von Catherine Pictet, einer Tante zweiten Grades, als überaus glücklich. Nach einem erfolgreichen Studium an der Universität Genf von 1773 bis 1779 – er war Klassenbester in Mathematik, Latein und Naturwissenschaften –, entschied er sich wie viele Genfer zu emigrieren. Anders als Zeitgenossen wie Jean-Jacques Rousseau und Jacques Necker, die ins benachbarte Frankreich übersiedelten, wählte er die Vereinigten Staaten, die zu dieser Zeit noch im Unabhängigkeitskrieg gegen das Mutterland Großbritannien kämpften. Begleitet vom Kommilitonen Henri Serre verließ er am 1. April 1780 ohne Wissen seiner Familie Genf in Richtung Nantes, von wo aus er in sieben Wochen auf der Katty nach Gloucester segelte. Von Gloucester reiste die Gruppe nach Boston weiter. Nach einem erfolglosen Geschäftsversuch in Fort Gates bei Machias unterrichtete er zwischen 1782 und 1784 70 Studenten an der Harvard University in Französisch. 1785 wurde er Bürger der USA, doch deutet seine Korrespondenz schon vorher ein Heimatgefühl für die USA an.
Zunächst versuchte Gallatin, mit dem Erwerb von Land in den Appalachen zu Wohlstand zu gelangen. Oft bereiste er zu diesem Zweck den Nordwesten Virginias und den Westen Pennsylvanias. Er konnte jedoch erst 1786, als er mit 25 seine Erbschaft erhielt, im Fayette County in Pennsylvania nahe Pittsburgh 400 Acres (etwa 160 Hektar) Land kaufen. Dort errichtete er ein repräsentatives Anwesen im georgianischen Stil, das er „Friendship Hill“ (deutsch Freundschaftshügel) nannte. Es ist heute als National Historic Site ausgewiesen. Das Gebiet um Friendship Hill versuchte er unter dem Namen „New Geneva“ zu einer Genfer Gemeinschaft in dem „freiesten Land der Welt“ zu machen, wie er die USA nannte, wofür er mit zwei ehemaligen Kommilitonen das Unternehmen „Albert Gallatin & Co.“ gründete. Obwohl die Napoleonischen Kriege Europa verwüsteten, blieben die erhofften Immigranten aus. Einzig der Bau von Glashütten erwies sich – wenn auch nur kurzzeitig – als profitabel. Heute wird „New Geneva“ als Historic District markiert.
Gallatin heiratete am 14. Mai 1789 Sophie Allegre, die noch im gleichen Jahr verstarb. Im November 1793 heiratete er die Tochter des New Yorker Händlers James Nicholson, Hannah Nicholson. Durch sie konnte sich Gallatin politisch in New York vernetzen. Das Paar hatte sechs Kinder.

### Verfassungsdebatte
Gallatins politische Anfänge lagen in der Debatte um die neu geschriebene, zentralisierende Verfassung der Vereinigten Staaten. Der Westen Pennsylvanias galt als eine Hochburg der sogenannten „Constitutionalists“ (auch „Anti-Federalists“). Diese radikaldemokratischen, egalitären Kräfte bestanden überwiegend aus einfachen Bauern und Handwerkern, den „common men“. Ihnen gegenüber standen die „Republicans“ (auch „Federalists“) um Politiker wie James Wilson, denen eine Tendenz zur aristokratischen Gentry vorgeworfen wurde. Die Bestrebung der Ersteren, sich gegen eine Übernahme durch die Gentry zu verteidigen, werden in der Verfassung von Pennsylvania reflektiert – der Historiker Gordon S. Wood bezeichnet sie als „radikalste Verfassung der Revolutionsära“. In den Augen der Constitutionalists, denen sich Gallatin bald anschloss, galt es, diese Verfassung vor aristokratischen Übergriffen in Form der neu geschriebenen Verfassung zu verteidigen.

Die Lage Fayette Countys in Pennsylvania

In diese politische Atmosphäre trat Gallatin zusammen mit seinem politischen Ziehvater John Smilie im August 1788 als Repräsentant seines Heimatscountys Fayette County anlässlich eines Konvents zur Diskussion möglicher Zusatzartikel (Amendments) in Harrisburg ein. Die Amendments waren als Bedingung für die Adoption der Verfassung in Westpennsylvania populär. Gallatin, dessen Unterstützung von Zusatzartikeln in seinen Notizen zum Konvent klar werden, prägte mit seinen Entwürfen die Diskussion und die finale Resolution, die von der State Legislature Pennsylvanias erfolglos die Unterstützung von Zusatzartikeln auf Bundesebene forderte. 1789 wurde er erneut mit John Smilie zum Delegierten Fayette Countys im Verfassungskonvent für Pennsylvania gewählt. Gallatin beteiligte sich zwar nicht aktiv an der Versammlung, doch sammelte er positive Erfahrungen in einer kompromissbereiten Umgebung. Dieses Erlebnis führte neben dem Tod seiner ersten Frau dazu, dass Gallatin sich mehr und mehr politisch engagierte.

### Abgeordneter

#### Repräsentantenhaus von Pennsylvania

Siegel des Repräsentantenhauses von Pennsylvania

Im Oktober 1790 zog er mit einem Erdrutschsieg in das Repräsentantenhaus von Pennsylvania ein, wo er schnell ein einflussreicher Politiker wurde. Hier fokussierte er sich schon früh auf seine späteren Themen Wirtschaft und Bildung: Einer seiner Gesetzesvorschläge betraf das pennsylvanische Schulsystem, scheiterte jedoch aufgrund des Widerstands von Deutschamerikanern und Quakern. Die Sklaverei griff er im Haus offen an; später trat er der Pennsylvania Society for Promoting the Abolition of Slavery („Gesellschaft Pennsylvanias zur Abschaffung der Sklaverei“) bei. Am bedeutsamsten war sein Finanzprogramm, zu dem die Gründung der Bank of Pennsylvania und ein Plan zur Rückzahlung der Staatsschulden gehörten. Die Reformen des Finanzministers Alexander Hamilton, besonders die Whiskey-Steuer, welche die kulturell bedeutsamen Brennereien Westpennsylvanias traf, lehnte Gallatin ab. Später führte diese Steuer zur Whiskey-Rebellion, in deren Verlauf Gallatin die Bürger zur Gesetzestreue aufforderte. Während seiner Amtszeit entwickelten sich aus den Anti-Federalists die Democratic Republicans, welche zusammen mit den Federalists das First Party System bildeten.

#### Senat der Vereinigten Staaten
1793 wählte ihn die State Legislature Pennsylvanias trotz seiner Proteste in den Senat. Hamilton gegenüber zeigte er sich sehr kritisch und forderte von diesem eine detaillierte Aufstellung der Transaktionen in seiner Amtszeit. Jedoch kamen schnell Zweifel über die Dauer der Staatsbürgerschaft Gallatins auf. Er war nämlich noch nicht seit mindestens neun Jahren eingebürgert, was für die Wahl in den Kongress verpflichtend war. Ende Februar 1794 musste er deshalb den Senat verlassen.

#### Repräsentantenhaus der Vereinigten Staaten
Nachdem Gallatin neun Jahre US-amerikanischer Bürger war, wurde er 1794 in das Repräsentantenhaus der Vereinigten Staaten gewählt. Er nahm seinen Sitz im 4. Kongress am 7. Dezember 1795 ein. Auch hier nahm er schnell eine Führungsrolle ein: Schon am 17. Dezember regte er die Gründung des Committee on Ways and Means als ständigen Ausschuss an, dessen Gründungsmitglied er wurde. In der Opposition gegen die föderalistische Finanzpolitik war er eine Führungsfigur. Beispielsweise versuchte er im Frühjahr 1796 erfolglos, den unter Republikanern und dem Volk extrem unpopulären Jay-Vertrag durch die Entziehung der nötigen Finanzierung zu verhindern. Im November 1796 veröffentlichte Gallatin eine detaillierte Studie zur US-amerikanischen Wirtschaft, die er A Sketch of the Finances of the United States betitelte. Zweck dieses Werks, das seine Bedeutung als Wirtschaftsexperte etablierte, war die Schulung der Demokratisch-Republikanischen Partei und die Diskreditierung eines der Kernstücke von Hamiltons Finanzsystem: die „Etablierung der Schulden“ mit dem Ziel der „Monetarisierung der Schulden“, also die Umwandlung von Staatsanleihen zu Geldmitteln für die Bevölkerung. Gallatin zufolge müsse man Staatsschulden so schnell wie möglich zurückzahlen – sie würden den Wohlstand einer Nation nämlich nicht aufs Mindeste vergrößern. Eine der kontroversesten Institutionen Hamiltons, die First Bank of the United States, unterstützte er hingegen energisch.

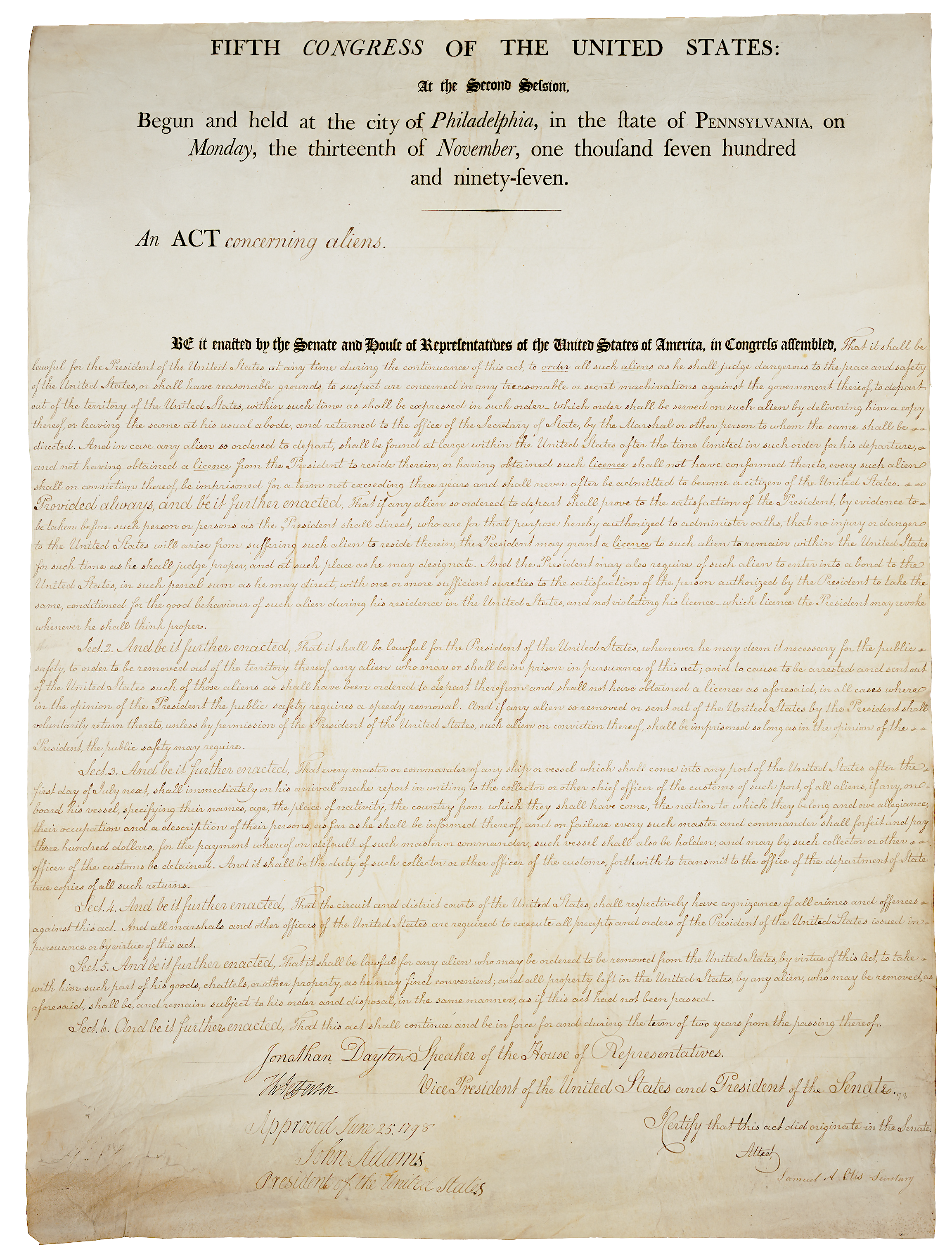
Die Alien and Sedition Acts von 1798

Im 5. Kongress nahm er im Repräsentantenhaus, von dem sich der ehemalige Parteiführer der Republikaner James Madison zurückgezogen hatte, eine noch deutlichere Führungsrolle ein. Hauptthema der Legislaturperiode war die XYZ-Affäre, die zum inoffiziellen Quasi-Krieg mit Frankreich und zu einem verstärkten Nationalismus in den Vereinigten Staaten führte. Die föderalistische Mehrheit im Kongress verabschiedete die Alien and Sedition Acts, die Immigration erschwerten und die Meinungsfreiheit einschränkten. Ersteres traf den angeblich profranzösischen Immigranten Gallatin besonders, weil er sein Leben lang Englisch nur mit einem schweren französischen Akzent sprechen konnte. Die föderalistische Presse warf ihm vor, die Schreckensherrschaft nach Amerika importieren zu wollen. Federalists wie John Allen beleidigten ihn offen im Parlament. Für ihn wirkten die Beschuldigungen jedoch lächerlich: Immerhin kostete ihm die Französische Revolution nach seinen eigenen Berechnungen etwa $16 000. Zusammen mit anderen Republikanern kritisierte Gallatin weitere Investitionen ins Militär. Von Hamiltons Nachfolger Oliver Wolcott forderte er erneut eine detaillierte Darstellung der Aktionen des Finanzministeriums.
Die Legislaturperiode des 6. Kongress begann mit einer Verfassungskrise. In der Präsidentschaftswahl 1800 gewann der Republikaner Jefferson gegen den Federalisten John Adams. Da vor dem 12. Zusatzartikel Wahlmänner jeweils zwei Stimmen hatten, wählten alle 73 republikanischen Wahlmänner auch Aaron Burr, den Running Mate Jeffersons. Diese Pattsituation wurde im Repräsentantenhaus entschieden, was Federalists dazu ausnutzen wollten, Jeffersons Wahl zu verhindern. Erst nach 36 Wahlgängen, bei denen Gallatin als Parteistratege agierte, konnte Jefferson den Sieg davontragen. Während des 6. Kongresses veröffentlichte Gallatin mit Views of the Public Debt, Receipts and Expenditures of the United States eine Hinzufügung zu A Sketch.

### Finanzminister

#### Administration Jefferson

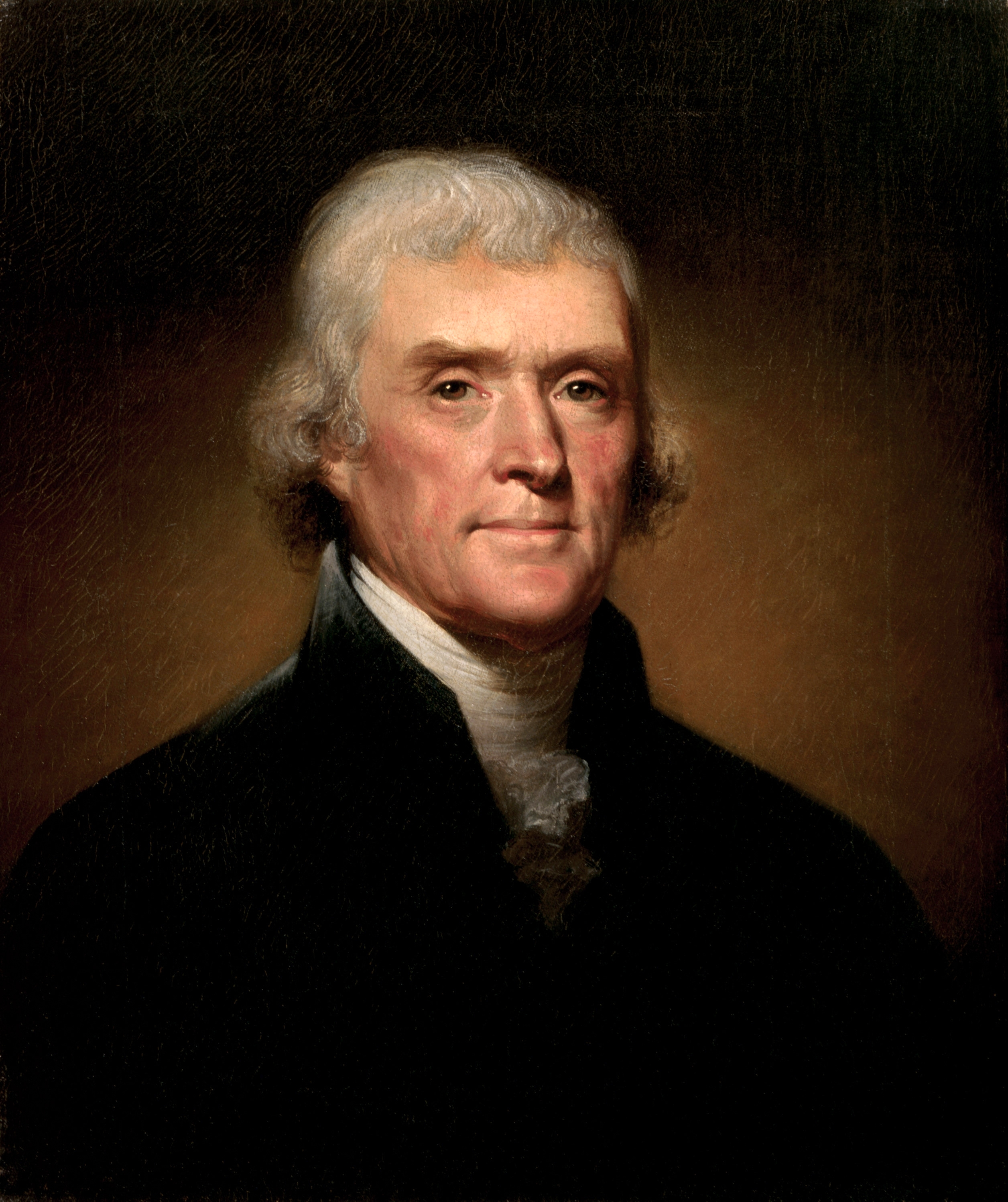
Thomas Jefferson (Rembrandt Peale, 1800)

Jefferson ernannte Gallatin als Recess Appointment zum Finanzminister in seinem Kabinett, da er befürchtete, dass der noch föderalistisch dominierte Lame Duck Kongress seine Ernennung ablehnen könnte. Erst neun Monate nach seiner Vereidigung am 14. Mai 1801, am 26. Januar 1802, ratifizierte der nun tagende 7. Kongress seine Ernennung. In den nächsten acht Jahren bildeten Gallatin, Jefferson und der neue Außenminister James Madison ein Triumvirat, das die amerikanische Regierungspolitik bestimmte. Gallatin interagierte oft mit demokratisch-republikanischen Politikern wie John Randolph of Roanoke und Joseph Hopper Nicholson im Repräsentantenhaus, insbesondere im Committee on Ways and Means. Während seiner Amtszeit vertrat er im Gegensatz zu seinen republikanischen Parteifreunden eine laxere Auslegung der Verfassung.
Die neue demokratisch-republikanische Regierung wollte Hamiltons Finanzsystem als kontroversesten Aspekt ihrer föderalistischen Vorgänger komplett reformieren. Die ersten republikanischen Maßnahmen betrafen die Bürokratie des Finanzministeriums, dessen Größe verringert werden sollte. Im Regierungsapparat sollten des Weiteren Federalists mit Democratic Republicans ersetzt werden – einer der Ursprünge des späteren Spoils System –, wobei Gallatin zur Mäßigung mahnte. Ihm zufolge müsse man den Öffentlichen Dienst komplett meritokratisch gestalten. Er schlug sogar die Inklusion von Frauen vor, was Jefferson jedoch ablehnte: Weder das Land noch er selbst seien hierfür bereit. Er riet Jefferson zu praktischerer Finanzpolitik; so brachte er Jefferson vom Vorschlag der Abschaffung des General Welfare Clause oder der Auflösung der First Bank of the United States ab.
Die bedeutendste Maßnahme wurde der Versuch einer vollständigen Schuldentilgung der USA. Gallatin berechnete die jährlichen Einnahmen des Staates auf $10 Mill., wovon er $7,3 Mill. zur Abbezahlung von Zinsen und Schulden nutzen wollte, um somit bis 1817 schuldenfrei zu sein. Das Ziel der Democratic Republicans war hierbei die Prävention von europäischer Korruption und Militarismus, weshalb die Regierung die Steuern und das Militärbudget deutlich senkte. Ansonsten konnte die neue Regierung Hamiltons Finanzsystem nicht, wie erhofft, komplett erneuern. Gallatin kam zum Schluss, dass Hamilton während seiner Amtszeit nichts Falsches getan hatte.

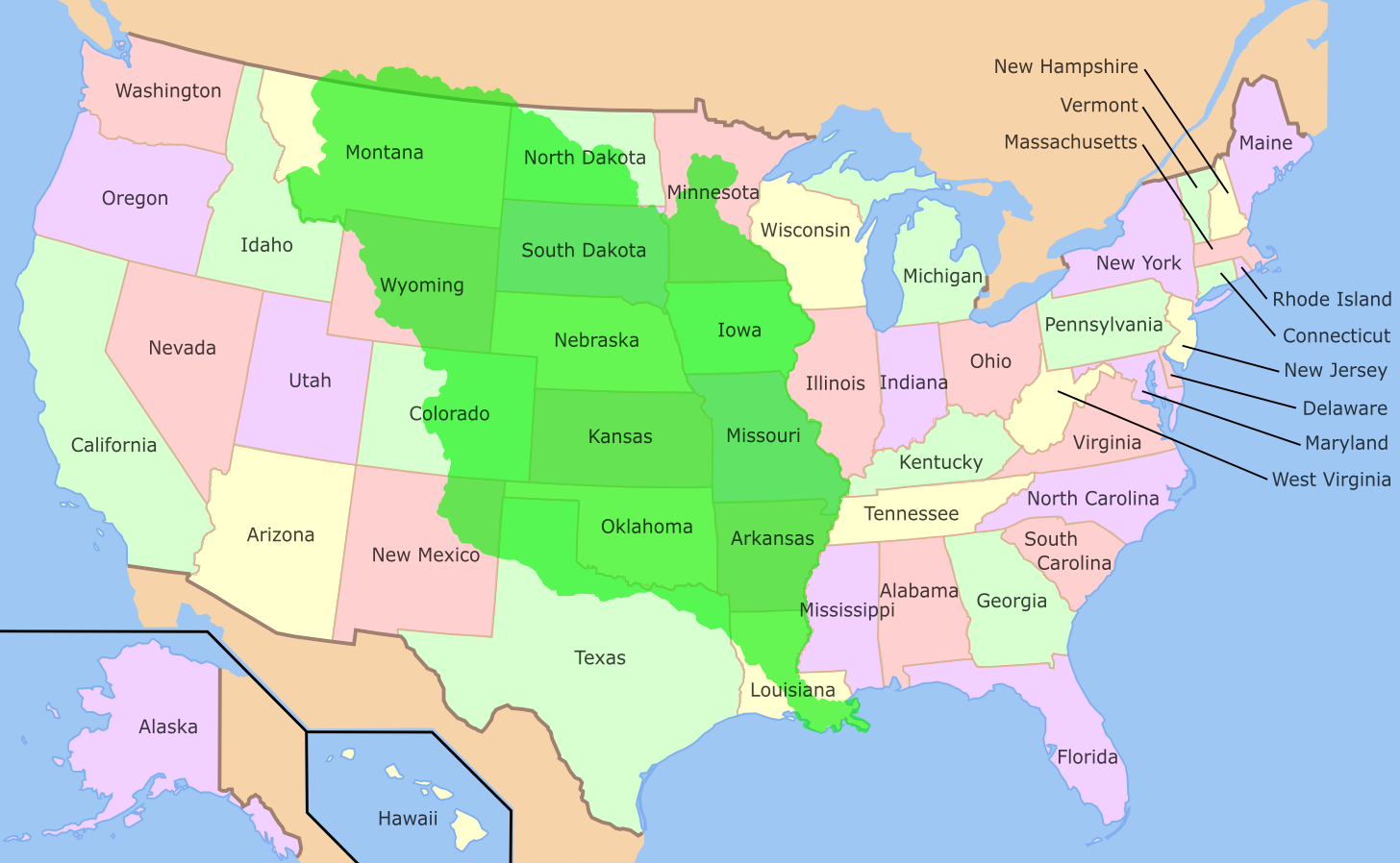
Die im Louisiana Purchase verkaufte Kolonie Louisiana (grün) mit heutigen Staatsgrenzen

Die Sparsamkeit der Jefferson-Administration fand im Louisiana Purchase und dem First Barbary War eine Ausnahme. Letzteres, einen Krieg zur Protektion US-amerikanischer Händler vor der Piraterie der Barbareskenstaaten, lehnte Gallatin als zu teuer ab. Der Kauf Louisianas vom Kaiserreich Frankreich unter Napoleon Bonaparte, der nach der Haitianischen Revolution keine Territorien in der westlichen Hemisphäre halten konnte und wegen den Napoleonischen Kriegen in Geldnot war, imponierte dem „Frontiermann“ Gallatin hingegen. Neben den 2.144.476 km² Land, die die Größe der USA verdoppelten, war die Hafenstadt New Orleans die Perle und der Grund des Kaufs, denn die US-amerikanischen Trapper und Bauern benötigten diesen Ort zunehmend als Handelsstadt. 1802 initiierte die Jefferson-Administration Verhandlungen, New Orleans zu kaufen, um Handelsbeschränkungen zu umgehen. 1803 bot die französische Regierung an, für $15 Mill. ganz Louisiana zu verkaufen. Die Diplomaten der USA, Robert R. Livingston und James Monroe, akzeptierten das Angebot und unterzeichneten am 2. Mai 1803 einen Vertrag, dessen Bedingungen am 14. Juli Washington erreichten. Damit wurde langfristig der Weg für die Manifest Destiny geebnet. Gallatin überzeugte den Präsidenten von der Verfassungsmäßigkeit des Kaufes mit einer flexibleren Auslegung der Verfassung, vergleichbar mit der Verteidigung der Verfassungsmäßigkeit der First Bank of the United States durch Hamilton. Als Finanzminister musste er den Kauf auch finanzieren: $11.25 Mill. zahlten die USA als einen in erst 15 Jahren einlösbaren Kredit, den Frankreich kurz darauf an verschiedene Banken verkaufte. Den Rest zahlte die USA durch Tilgung französischer Privatschulden an US-amerikanische Gläubiger. Auch spielte er eine Rolle in der Planung der Lewis-und-Clark-Expedition, die die Erkundung des neu gekauften Territoriums zum Ziel hatte.
„Internal Improvements“, wie Eingriffe der Bundesregierung in die heimische Infrastruktur genannt wurden, waren in der Republik aufgrund der strengen Auslegung der Verfassung durch Republikaner („strict constructionism“) umstritten. Gallatin gehörte zur Fraktion der Republikaner, die eine weniger strikte Auslegung befürworteten. Beispielsweise initiierte er den Bau einer „National Road“ über die Appalachen zwischen Cumberland und Wheeling. Diese Ideen griff Jefferson nach mehreren Gesprächen mit Gallatin 1802 in der State of the Union Address und 1805 in seiner zweiten Inaugural speech auf. 1807 beauftragte der Kongress Gallatin mit einem Bericht zum Ausbau der Infrastruktur des Landes. Unter dem Namen Report on Roads and Canals legte Gallatin den vierteiligen Bericht nach fast einem Jahr Arbeit am 12. April 1808 vor. Es präsentierte eine Zusammenfassung seiner Vorstellungen von der Infrastruktur der Vereinigten Staaten. Den ersten Abschnitt widmete er möglichen Kanälen im Osten, u. a. einen durch die Delmarva-Halbinsel, der den Küstenhandel über den Atlantik vereinfachte, und eine Straße von Maine bis nach Georgia. Danach behandelte er mögliche Wege, um die Überquerung der Appalachen zu erleichtern. Dieses Thema wurde im dritten Abschnitt mit einem Fokus auf die Route um die Großen Seen und den Sankt-Lorenz-Strom näher erörtert. Zuletzt behandelt er mögliche Kanäle zwischen See- und Binnenstädten. Sein detaillierter Plan zum Ausbau der Infrastruktur, der insgesamt $20 Mill. über zehn Jahre veranschlagte, wurde wie schon Hamiltons Pläne zur Förderung des amerikanischen Gewerbes erst einige Jahre später und dann nur teilweise ausgeführt. Madison blockierte gegen Ende seiner Präsidentschaft ein umfangreiches Infrastrukturprogramm, da dieses verfassungswidrig sei. Der Report on Roads and Canals wurde dennoch zu einem bedeutenden Meilenstein auf dem Weg zum heutigen Highwaysystem, dessen Highway 40 auf die National Road zurückgeht.

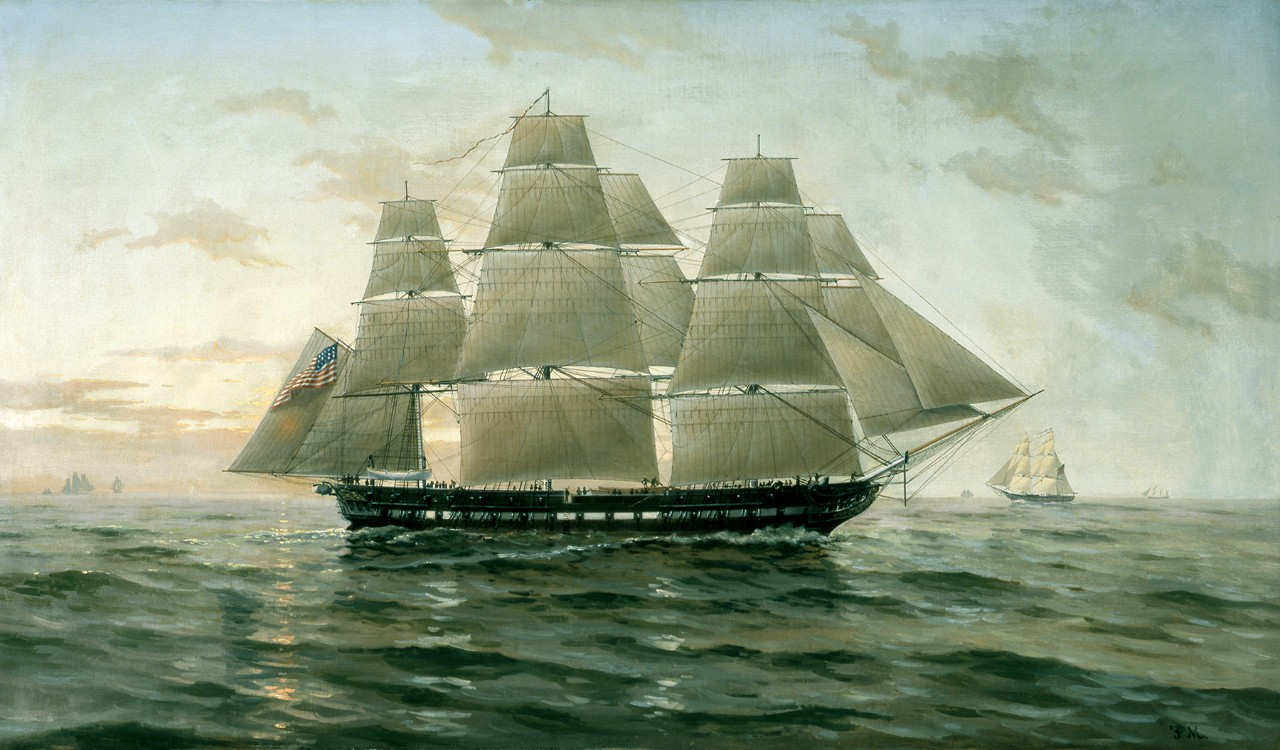
Die USS Chesapeake wurde Ende Juni 1807 von der HMS Leonard angegriffen, was zur Eskalation der Spannungen zwischen den USA und dem Vereinigten Königreich maßgeblich beitrug.

In Europa wüteten währenddessen weiterhin die Koalitionskriege, in derer Folge sich Desertionen aus der Royal Navy anhäuften. Unter dem Vorwand, dass US-amerikanische Schiffe Deserteure mit sich führten, zwangsrekrutierten britische Schiffe US-amerikanische Matrosen. Diese Praxis, welche als Impressment bekannt wurde, empörte die USA zutiefst, weshalb mit Unterstützung Jeffersons der Non-Importation Act verabschiedet wurde. Dieser verbot den Import verschiedener britischer Güter, was London jedoch nicht vom Schanghaien abhalten konnte. Wenig später verkündete Napoleon das Berliner Dekret, welches die Kontinentalsperre gegen das Vereinigtes Königreich Großbritannien und Irland, welches das Königreich Großbritannien 1801 abgelöst hatte, ausrief. Nunmehr griffen beide Kriegsparteien hunderte amerikanische Handelsschiffe an, weshalb der Non-Importation Act nach mehreren Schlichtungsversuchen und der Chesapeake-Leopard-Affäre vom Embargo Act ergänzt wurde. Jedweder Außenhandel wurde verboten; ein ökonomischer Fehltritt und Thomas McCraw zufolge der größte Fehler Jeffersons Regierung. Das flüchtig verfasste Gesetz, das in den nächsten Jahren mehrmals revidiert werden musste, ermunterte Schmuggeln, behinderte amerikanische Industrien in ihrem Wachstum und zwang die Regierung zu strengerer Überwachung ihrer Bürger. Auswirkungen auf das Vereinigte Königreich gab es so gut wie keine. Gallatin stellte sich von Anfang an gegen das Embargo; schon früh warnte er den Präsidenten vor dessen wirtschaftlichen Konsequenzen, des Weiteren wies er Jefferson auf die Verletzung der bürgerlichen Privatsphäre hin. Trotzdem setzte er die Regierungsmaßnahmen als Finanzminister um und trat nicht zurück. Das Embargo endete erst nach 15 Monaten in der letzten Woche Jeffersons Präsidentschaft mit dem Non-Intercourse Act, der Außenhandel mit jedem Staat außer dem Vereinigten Königreich und Frankreich legalisierte.

#### Administration Madison

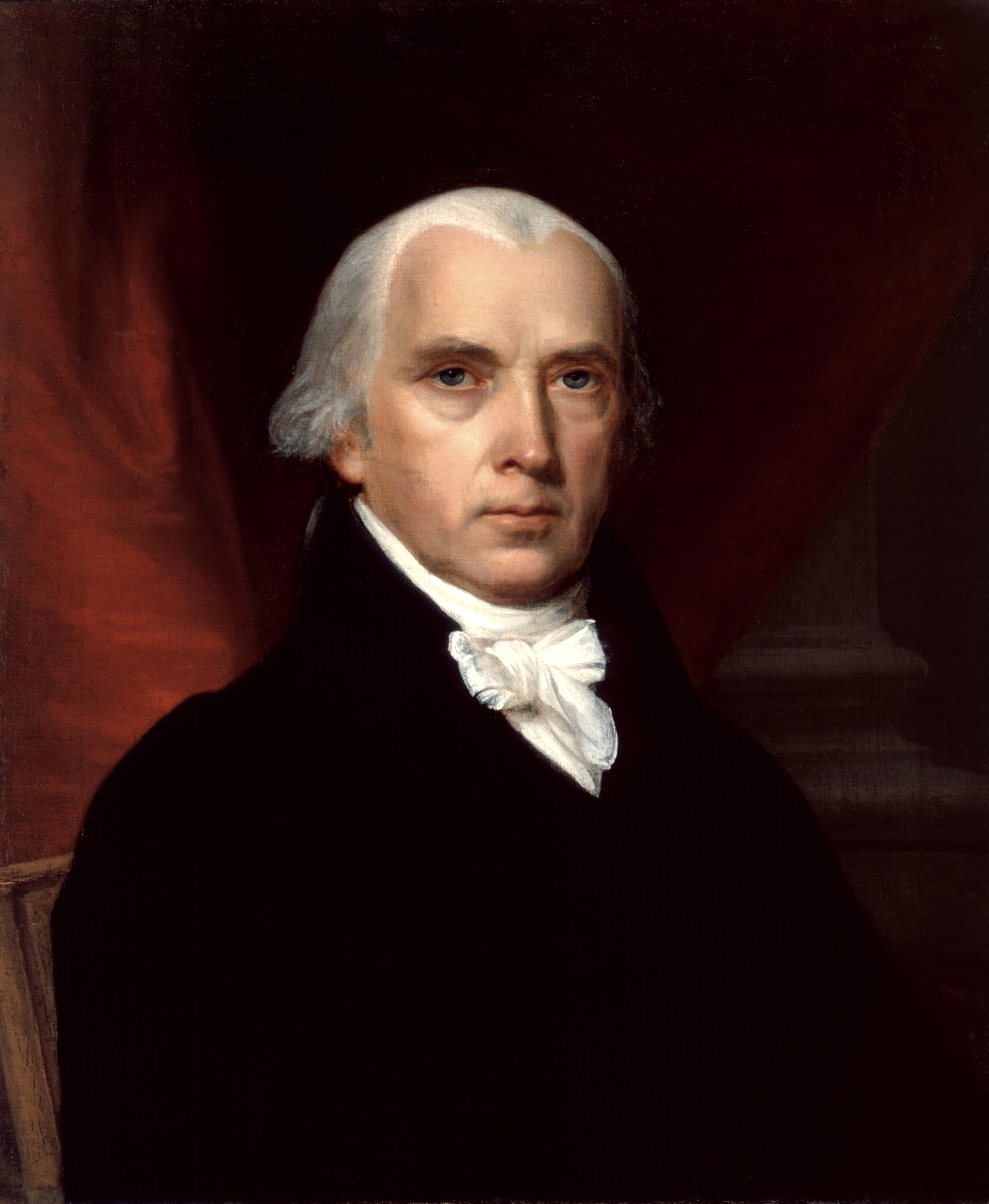
James Madison (John Vanderlyn, 1816)

Jefferson legte wie Washington nach zwei Amtszeiten die Präsidentschaft nieder. Trotz des Embargo Acts konnte sich Madison in der Präsidentschaftswahl 1808 gegen den Federalist Charles Cotesworth Pinckney durchsetzen. Gallatin hegte die Hoffnung, nun das prestigereichere Amt des Außenministers übertragen zu bekommen und hatte auch Madisons Unterstützung dafür. Im Senat traf Madisons Entscheidung jedoch auf die Kritik der Marinelobby um den Senator Samuel Smith und den Marineminister Robert Smith, der selbst den Posten besetzen wollte. Schon während seiner ersten Amtszeit hatte sich Gallatin aufgrund seiner sparsamen Finanzpolitik mit der Gruppe um die Smiths zerstritten, die als „Invisibles“ (zu deutsch etwa: „Unsichtbare“) bekannt wurde. Ihre teils xenophobischen Angriffe auf Gallatin fanden in der Zeitung Aurora eine Plattform und im Senat Befürworter. Madisons Idee, Smith mit dem Finanzministerium zu befriedigen, lehnte Gallatin ab; er könne nicht beide Ministerien gleichzeitig leiten. Letzten Endes blieb Gallatin Finanzminister; Smith, vielen Zeitgenossen und Historikern zufolge inkompetent, war zukünftig den Angriffen und Sticheleien Gallatins ausgesetzt. Gallatin Korruptionsvorwürfe gegen Smith, die sich als unbegründet entpuppten, empörten die „Invisibles“ weiter.
Die ersten Jahre Madisons Präsidentschaft wurden wirtschaftlich gesehen noch vom Handelskrieg mit dem Vereinigten Königreich und Frankreich dominiert. Trotz Gallatins Aufrufen konnte in diesen Jahren keine klare Regierungspolitik definiert werden. Erst 1810 verabschiedete der Kongress Macon’s Bill No. 2, benannt nach dem Repräsentanten Nathaniel Macon (von dem sie allerdings nicht war), der den Handel mit dem Vereinigten Königreich und Frankreich erlaubte, es sei denn, dass einer von beiden seine Angriffe auf US-amerikanische Handelsschiffe einstellen sollte. In diesem Fall würde der Handel mit dem jeweils anderen Staat wieder eingestellt werden. Frankreich akzeptierte die Bedingung zwar offiziell, doch ließ es seine Flotte weiterhin amerikanische Schiffe attackieren, während das Vereinigte Königreich das Angebot schlicht ablehnte. Zu Gallatins Frustration trug die Auflösung der First Bank of the United States bei, deren Charta 1811 auslief. Gallatin hatte sich schon im Repräsentantenhaus als ihr Befürworter gezeigt; nach dem Louisiana Purchase drängte er Jefferson zur Öffnung einer Bankfiliale in New Orleans. Der Kongress versuchte, das kontroverse Thema vorerst zu vermeiden. Erst kurz vor Ende der Charta, im Januar 1811, fand es den Weg ins Plenum. Gallatin, auf Seiten der Exekutive der einzige energische Befürworter der Bank, schlug eine Vergrößerung ihrer Marktkapitalisierung vor, damit die Bank der Regierung zu Kriegszeiten, die aufgrund der zunehmenden Spannungen mit dem Vereinigten Königreich immer wahrscheinlicher wurden, Geld leihen könnte. Die Gegner der Bank, d. h. die „Old Republicans“, die die Verfassungsmäßigkeit der Bank schon bei ihrer Gründung 1791 angezweifelt hatten, als auch Democratic Republicans und Federalists, die Bundesstaatsbanken bevorzugten, konnten eine neue Bank jedoch verhindern. Nach dieser Reihe an politischen Niederlagen und einigen familiären Verlusten hatte Gallatin das Gefühl, dass er seine Bedeutung in der Regierung verloren hätte und zum Financier der nutzlosen Korruption in Washington werde. Wenig später bot er Madison seinen Rücktritt an, da seine Regierung zu zerstritten sei. Stattdessen forderte Madison Smith zum Rücktritt auf und ersetzte ihn mit dem Gouverneur Virginias, James Monroe. Die Öffentlichkeit nahm Smiths Sturz als einen Skandal auf.

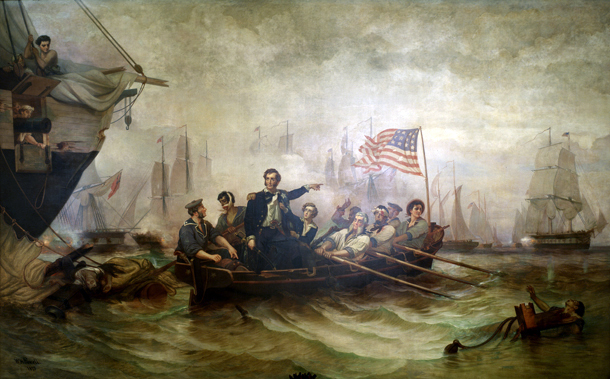
Schlacht auf dem Eriesee (William Henry Powell, 1873)

Wie bereits erwähnt reduzierte die demokratisch-republikanische Regierung das Militärbudget maßgeblich, mit dem Ziel, die Verschuldung der USA zu senken und den regelmäßigen, großflächigen Kriegen Europas den Rücken zu kehren. Trotzdem brach 1812 ein Krieg mit dem Vereinigten Königreich aus. Die Finanzierung dieses Krieges von 1812 brachte Gallatin, der seine Kosten kurz vor Ausbruch auf 50 Millionen Dollar (nach Kaufkraft 2025: 1.050 Mio. US-Dollar) berechnet hatte, in Verlegenheit; das Embargo hatte schon gezeigt, dass die USA eine längere Periode ohne Außenhandel nur schwer überstehen konnten und Gallatins eigentlicher Plan, Geld von der Bank of the United States zu leihen, wurde vom Kongress verhindert. Stattdessen musste er neue Steuern einführen, darunter eine Verdopplung der Zölle. Die Vereinigten Staaten emittierten zahlreiche Kriegsanleihen, die sich aber nur schleppend verkauften. Schon im Mai 1813 näherte sich der Staat der Insolvenz, die nur durch eine Investition von 16 Millionen Dollar einer Gruppe um die Kaufmänner David Parish, Stephen Girard und Johann Jakob Astor verhindert werden konnte. Später griff die Regierung auf den Druck von insgesamt 36,7 Millionen Dollar zurück. All das widersprach Gallatins Prinzipien, besonders seiner Antipathie gegenüber Verschuldung, die sich während des Krieges fast verdreifachte und den Stand zu Beginn von Gallatins Amtszeit deutlich übertraf.

### Friede von Gent

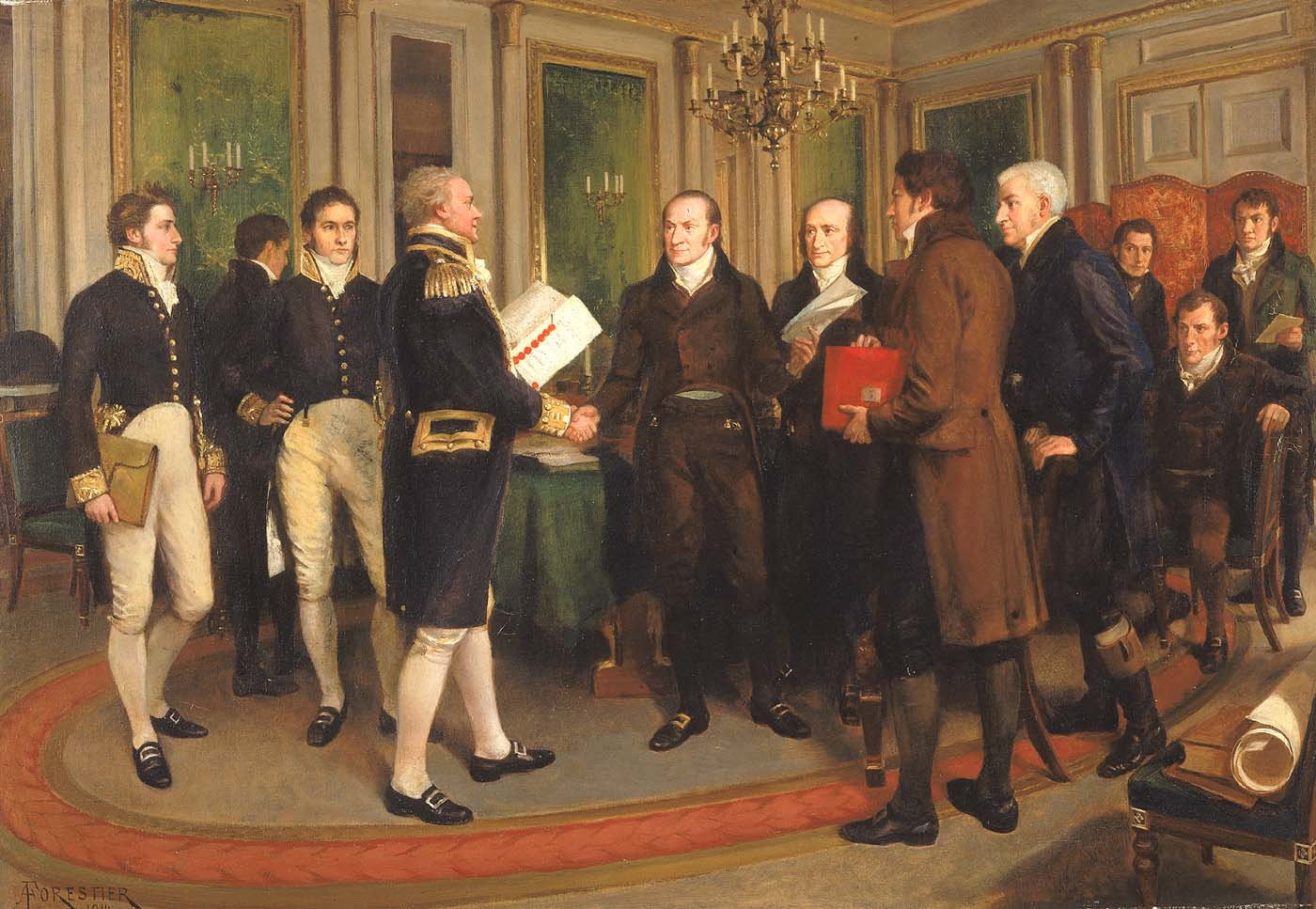
The Signing of the Treaty of Ghent, Christmas Eve, 1814 (Das Unterzeichnen des Vertrags von Gent, Heiligabend, 1814, Amédée Forestier, 1914. Gallatin sechster von links)

Friedensverhandlungen begannen im März 1813 mit dem russischen Zar Alexander I. als Schlichter in der russischen Hauptstadt St. Petersburg. Führer der amerikanischen Delegation war der Botschafter in Russland, John Quincy Adams; begleitet wurde er vom föderalistischen Senator James A. Bayard senior und Gallatin, der seinem Schwager die Gründe für die Verhandlungen darlegte: Erstens wäre es für die USA unmöglich, den Krieg weiterzuführen. Zweitens seien die USA nicht im Krieg vereint. Nachdem Gallatin und Bayard am 9. Mai 1813 auf der Neptune abgereist waren, lehnte der Senat Gallatins Ernennung offiziell ab, weil er noch Finanzminister war. Madison ernannte an seiner Stelle den Abgeordneten Henry Clay und den Botschafter in Schweden Jonathan Russell. Nach sechs Monaten, in denen Gallatin sein Amt nicht ausübte, war es laut Gesetz vakant, weshalb er erneut Teil der Delegation sein konnte. Sein Nachfolger im Amt des Finanzministers war George W. Campbell.
Die Delegation konnte aufgrund des Fehlens der britischen Delegation nichts erreichen. Es wurde ihnen nahegelegt, ohne eine dritte Partei direkt mit dem Vereinigten Königreich zu verhandeln. Frustriert entschieden sich Bayard und Gallatin – die restliche Delegation war noch nicht angekommen – nach London zu reisen. Nachdem sie die Stadt im Mai 1814 erreicht hatten, konnten sie sich mit dem Vereinigten Königreich auf die niederländische Stadt Gent als Verhandlungsort einigen. Erst nach drei Monaten entsandte die britische Regierung eine Delegation mit dem Befehl, nur mit Autorisierung durch London zu agieren. Clay und Quincy Adams zogen aufgrund des Stockens der Verhandlungen ihren Abbruch in Betracht, doch konnte Gallatin sie vom Bleiben überzeugen. Auf Anweisung von Außenminister Monroe ließ die amerikanische Delegation das Thema des Schanghaien vorerst fallen, doch konnte man sich noch immer nicht auf einen Vertrag einigen. Um den toten Punkt zu durchbrechen, schlug Gallatin vor, dass beide Seiten einen Vertrag ausarbeiten könnten. Diese würden die Delegationen angleichen; größere Differenzen könnten spätere Konvente klären. Sein Plan funktionierte; am 24. Dezember 1814 schlossen die zwei Parteien Frieden und restaurierten größtenteils den status quo ante bellum.
Nach einer kurzen Rückkehr in Genf und einer Reise nach Paris reiste Gallatin nach London, wo er von Mai bis Juli einen Handelsvertrag aushandelte. In Paris erfuhr er von der Schlacht von Waterloo, die die Koalitionskriege beendete. Er kehrte am 1. September nach New York zurück.

### Botschafter in Frankreich

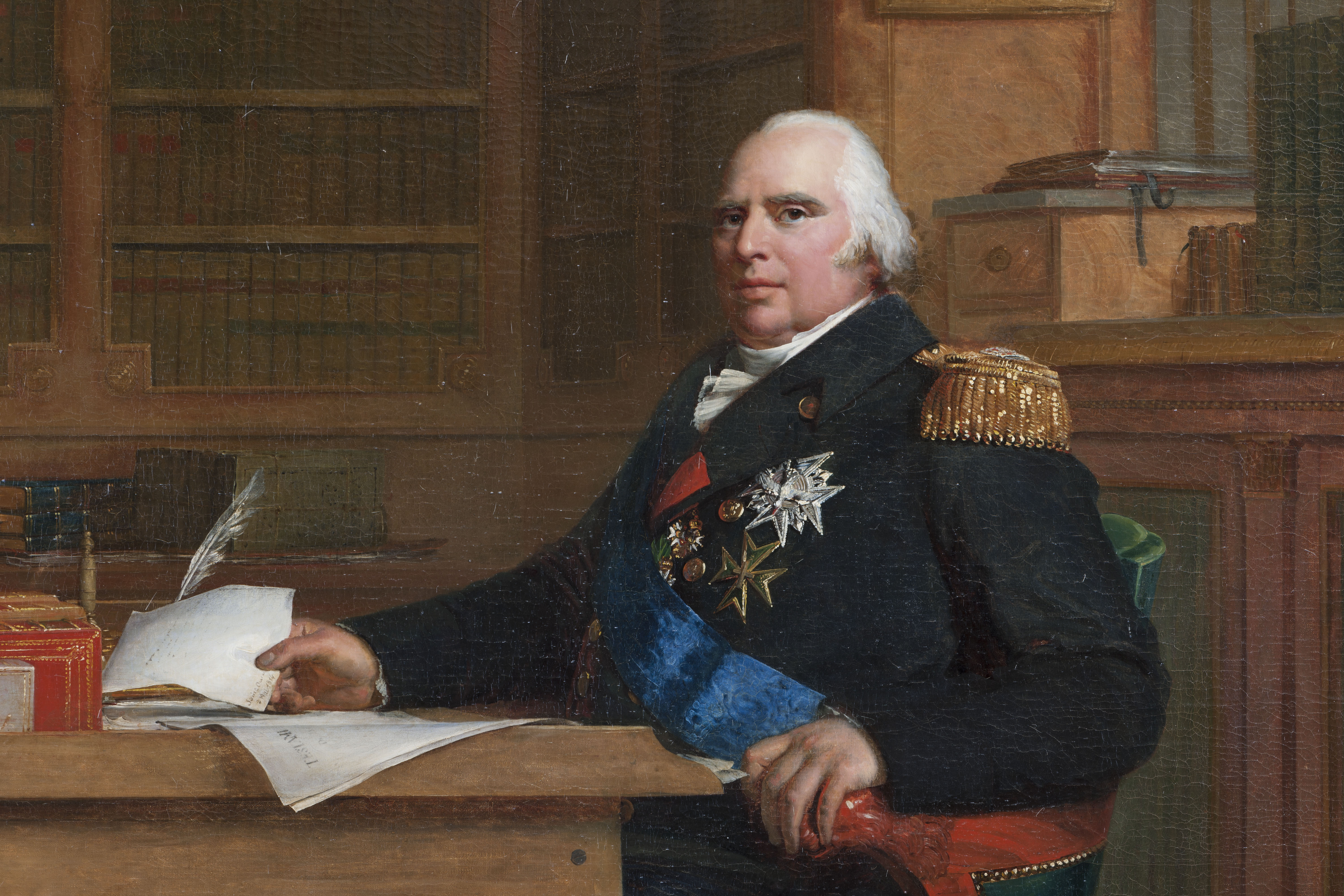
Le roi Louis XVIII dans son cabinet de travail des Tuileries (König Ludwig XVIII in seinem Arbeitszimmer in den Tuilerien. François Gérard, 1823)

Nachdem Gallatin es mehrmals abgelehnt hatte, erneut Finanzminister zu werden, bot ihm Madison den Posten des amerikanischen Botschafters in Frankreich an, das nunmehr von den restaurierten Bourbonen unter Ludwig XVIII. regiert wurde. Zunächst lehnte er den Posten ab; seine Gesundheit schwächelte und er könne sich das Leben in Paris nicht leisten. Nach weiterem Drängen durch den Außenminister und zukünftigen Präsidenten Monroe akzeptierte Gallatin den Posten im März 1816. Er folgte auf William Harris Crawford. Zusammen mit seiner Familie segelte er auf der Peacock vom 11. Juni bis zum 2. Juli nach Le Havre und erreichte am 9. Juli Paris. Er akkreditierte sich am 11. Juli. Seine Arbeit als Botschafter betrachtete er später als eine seiner glücklichsten Lebenszeiten. Neben dem entspannteren Tempo der Politik nach den Koalitionskriegen freute Gallatin sich besonders über das Ansehen, das er als großer amerikanischer Staatsmann erfuhr, der den Vertrag von Gent verhandelt hatte. Auch seine Frau Hannah genoss das Pariser Stadtleben, obwohl sie die Pariser Feierlichkeiten am Sonntag als sündig betrachtete. Außenpolitisches Hauptziel waren Reparationen von Frankreich für Angriffe auf US-amerikanische Handelsschiffe zu erhalten, allerdings ignorierte die französische Regierung die amerikanischen Bemühungen. Auch engagierte sich Gallatin anderswo in Europa. So wohnte er Verhandlungen für einen Handelsvertrag mit dem Königreich der Vereinigten Niederlande bei. Er kehrte nach sieben Jahren in Frankreich 1823 auf sein Landsitz Friendship Hill zurück.

### Präsidentschaftswahl 1824
Madisons Nachfolger Monroe regierte die USA von 1816 bis 1824 während der Era of Good Feelings, einer Zeit der Prosperität, des generationellen Übergangs von den Gründervätern und des politischen Konsenses nach dem Untergang der Föderalistischen Partei. Auf sie folgte die Zerstrittenheit der Demokratisch-Republikanischen Partei während der Präsidentschaftswahl 1824, bei der es vier Kandidaten gab: Andrew Jackson, John Quincy Adams, Clay und Crawford. Befürworter des letzteren schlugen Gallatin vor, an Crawford Seite für das Amt des Vizepräsidenten zu kandidieren. Nach sieben Jahren in Frankreich wirkte die politische Landschaft Gallatin fremd, allerdings nahm er die Nominierung widerwillig an. Ihm zufolge wollten die Befürworter Crawfords seinen Namen als Banner nutzen, dessen Wirksamkeit er jedoch bezweifelte: Er sei ein in der Öffentlichkeit wenig geachteter Ausländer mit vergessenen Errungenschaften. Nachdem Martin van Buren ihn um den Rückzug seiner Kandidatur gebeten hatte, akzeptierte er willig. Letzten Endes gewann Adams eine Stichwahl im Repräsentantenhaus und wurde Präsident. Im Oktober 1825 verkaufte Gallatin das unprofitable Friendship Hill.

### Botschafter im Vereinigten Königreich

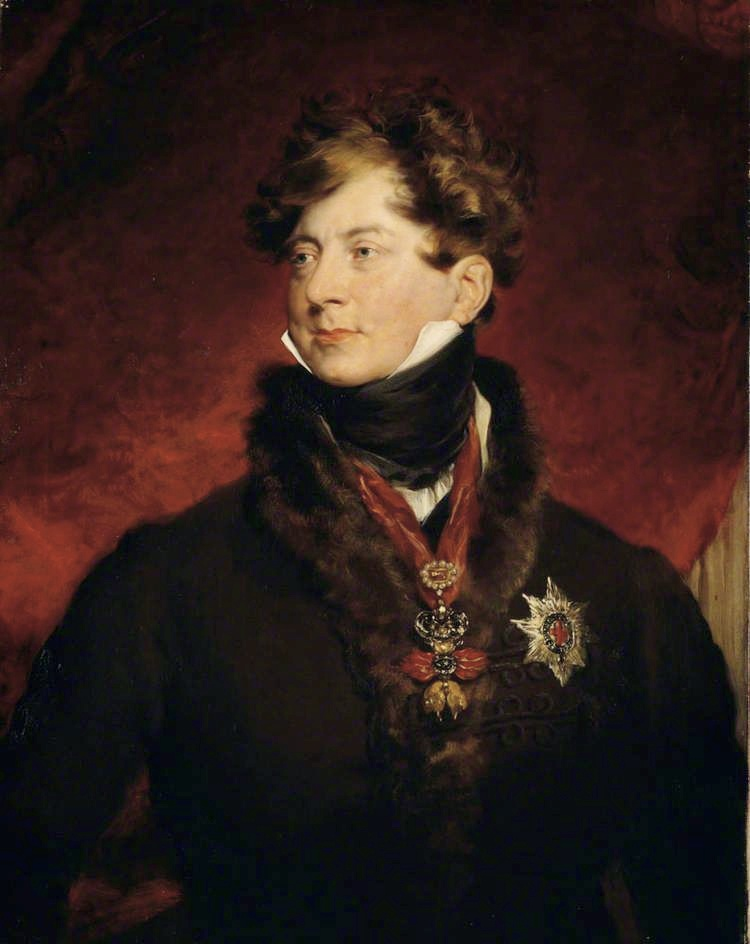
George IV. (Thomas Lawrence, ca. 1820)

Gallatin wurde im Frühling 1826 nach London entsandt, um zusammen mit dem Außerordentlichen Gesandten und bevollmächtigten Minister im Vereinigten Königreich Rufus King einen Vertrag zu mehreren Disputen auszuarbeiten, hauptsächlich zur Oregon-Frage. Erschwert wurde ihre Aufgabe durch die aggressivere Außenpolitik des neuen britischen Außenministers George Canning, der seine erste Amtszeit als Außenminister während Jeffersons Handelsembargo hatte. Auch musste Gallatin nach dem Rücktritt Kings nicht nur die Verhandlungen, sondern auch den Posten des Botschafters übernehmen. Er akkreditierte sich am 1. September 1826 bei König Georg IV. Seine begrenzte Zeit in London – er verließ es nach der Unterzeichnung des Vertrages wieder – war im Gegensatz zu der in Paris unglücklich. Abgesehen von der Trennung von ihren Söhnen, die den Verkauf Friendship Hills abwickelten, lebten sich die Gallatins aufgrund der kurzen Dauer des Besuchs nicht in die Londoner Gesellschaft ein, die ihn in Betracht des Kriegs von 1812 teils noch feindlich aufnahm. Zunächst konnte Gallatin einen Vertrag zu Oregon ausarbeiten, der den Status quo fortführte und am 6. August 1827 unterschrieben wurde. Nachdem Canning, nach Lord Liverpools Rücktritt Premierminister, nur zwei Tage nach Unterzeichnen des Vertrages verstarb, folgte ihm Frederick Robinson, 1. Earl of Ripon nach. Das Thema der Grenze zwischen Maine und Kanada wurde in einem am 29. September unterzeichneten Vertrag an einen Schlichter übertragen. Gallatin reiste zwischen dem 8. Oktober und dem 29. November auf der Sylvanus Jackson zurück nach New York; sein Nachfolger war James Barbour. In New York verfasste er den Text für den US-amerikanischen Vorschlag zur Grenze zwischen Kanada und Maine, den der Gesandte der USA vortragen sollte.

### Wissenschaftliche Interessen
1831 unterstützte Gallatin die Gründung der New York University, deren Vorstandsmitglied er wurde. Auf Anregung seines Freundes Alexander von Humboldt leistete Gallatin insbesondere mit seinem Werk A Synopsis of the Indian Tribes within the United States East of the Rocky Mountains and in the British and Russian Possessions of North America (1836) in der Untersuchung der Indianer Nordamerikas Pionierarbeit. 1842 war er Mitbegründer der American Ethnological Society und wurde zu ihrem Vorstandsmitglied erhoben. Ein Jahr später wurde er auch Vorsitzender der New-York Historical Society.

### Lebensabend

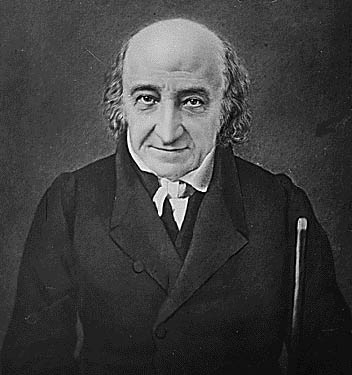
Albert Gallatin (1848)

Gallatin verbrachte den Lebensabend von seiner Familie umgeben in der Bleecker Street 57 in New York als Elder Statesman. Aufmerksamkeit zog er nochmals in der Kontroverse um die Second Bank of the United States auf sich, die der populistische Präsident Andrew Jackson schwor zu „töten“. Mit dem zunächst im Dezember 1830 im American Quarterly Review veröffentlichten und im Februar des nächsten Jahres erweiterten Essay Considerations on the Currency and Banking System of the United States verteidigte Gallatin das Konzept einer Nationalbank. Während der Nullifikationskrise stellte sich Gallatin privat auf die Seite Jacksons: Man müsse die Nullifikationsdoktrin nullifizieren. Von 1829 bis 1839 war er Präsident der neu gegründeten National Bank of New York. Während der Wirtschaftskrise von 1837 unterstützte er andere Banker beim Bekämpfen der Krise. Auch verteidigte er den Freihandel vor dem protektionistischen Henry Clay, der sich im Kongress mit xenophobischen Angriffen revanchierte. In seinen letzten Jahren stellte er sich in Essays wie dem Bestseller Peace with Mexico (1847), wovon 90.000 Kopien verkauft wurden, und dem Essay War Expenses gegen den Mexikanisch-Amerikanischen Krieg. Er verstarb am 12. August 1849 und wurde auf dem Friedhof der Trinity Church begraben.

## Nachleben

### Historische Bewertung und Persönlichkeit

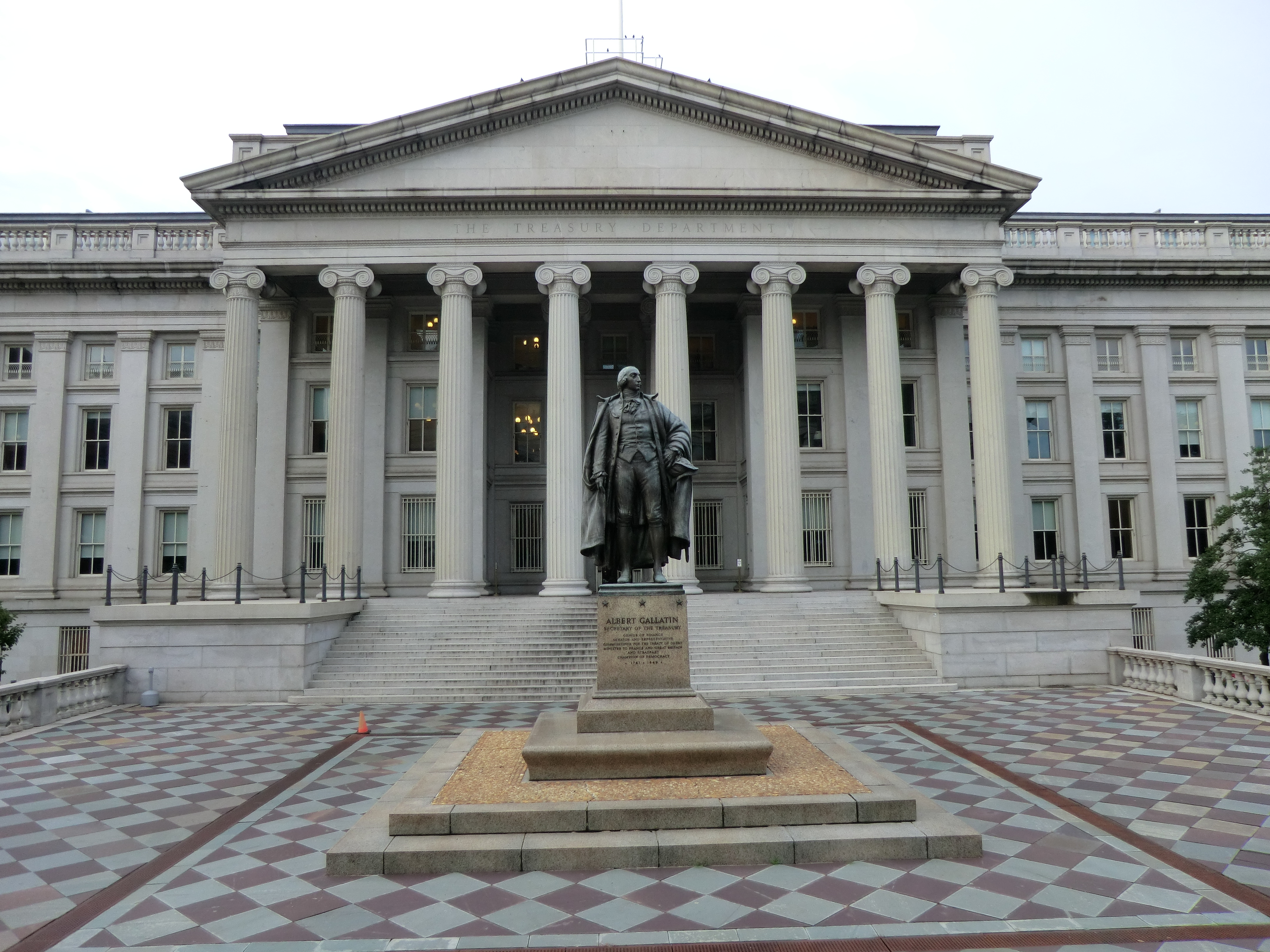
Gallatins Statue vor dem Gebäude des Finanzministeriums

Gallatin ist heutzutage neben Figuren wie John Jay einer der „vergessenen Gründerväter“; zwischen den 1950ern und den 2010ern sind keine vollständigen Biografien zu ihm erschienen. Nicholas Dungan führt dies teils auf seine kontinental-europäische Herkunft und seinen Fokus auf Diplomatie und Finanzen zurück. Seine Persönlichkeit sei besonders vom Genf der Patrizier geprägt worden: Anders als viele Gründerväter wie Madison, dem „Vater der Verfassung“, ignorierte er große Staatstheorien oder den geschichtlichen Kontext und fokussierte sich auf praktische Realitäten – Dungan zufolge eine seiner großen Schwächen. Seine kontinental-europäische Erziehung und sein französischer Akzent führten dazu, dass er in den Vereinigten Staaten als ein distanzierter, seinen Gegnern zufolge hochfahrender Aristokrat und Ausländer betrachtet wurde. Laut einer polemischen Rede Henry Clays habe er nach fast fünfzig Jahren noch immer keine Gefühle für das Land, das ihn adoptiert habe. Auch später freundete er sich eher mit anderen Europäern als mit seinen Mitbürgern an. Gallatin konnte Dungan zufolge jedoch nur wegen dieser Kombination einer europäischen Erziehung und amerikanischer Werte ein erfolgreicher Staatsmann werden. Friendship Hill bewertet er als eine törichte Tat eines wanderlustigen Jugendlichen, der früher hätte realisieren müssen, dass das Leben eines Landbarons im wenig profitablem West-Pennsylvania nicht für ihn geschaffen sei. Sein größter Erfolg sei der Friede von Gent gewesen, da er einen Diktatfrieden des Vereinigten Königreichs verhindern konnte.
Henry Adams, Urenkel John Adams’, Enkel John Quincy Adams’ und einer der ersten und bedeutendsten Historiker der frühen USA, sieht in Gallatin und Alexander Hamilton ein Vorbild des US-amerikanischen Staatsmanns. Zwar repräsentierten Washington und Jefferson das Beste des amerikanischen Charakters, doch sei Washington auf Hamilton angewiesen gewesen; Jefferson sei ohne Gallatin hilflos gewesen.

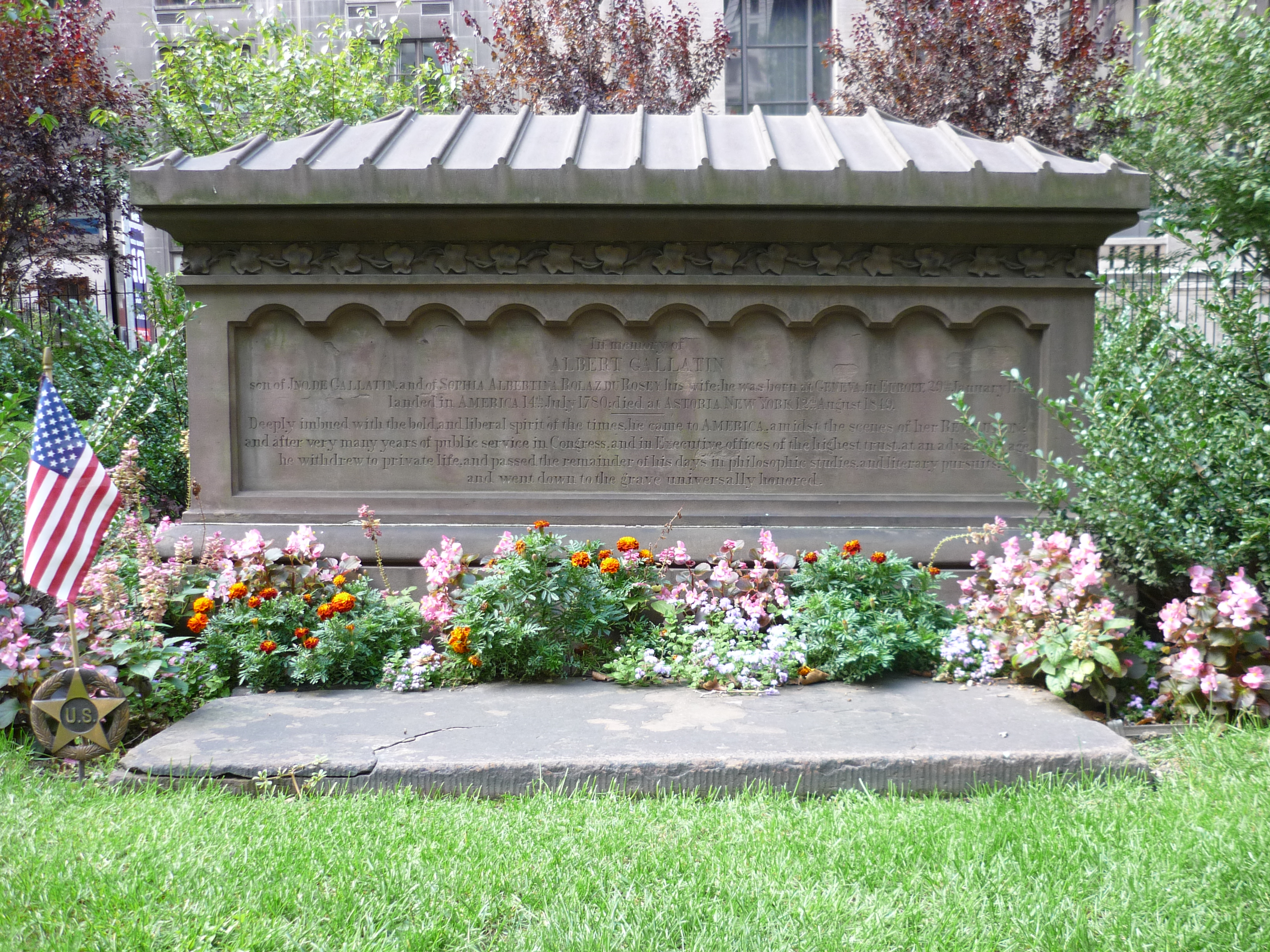
Gallatins Grabstein

Juri Auderset Analyse fokussiert sich auf die Beziehung Gallatins zum Föderalismus während verschiedenen Lebensabschnitten. Zunächst, während der Verfassungsdebatte, habe sich Gallatin als gemäßigter Antiföderalist gezeigt; später, als Finanzminister, als Befürworter einer stärkeren Regierung; für den Rest seines Lebens als gespaltene Seele. In Gallatins Person zeige sich die Ambivalenz des frühen amerikanischen Föderalismus.
Thomas McCraws Doppelbiografie über Gallatin und Hamilton fokussiert sich eher auf den Immigrantenstatus vieler Finanzminister der Vereinigten Staaten vor 1816. Er argumentiert, dass diese Immigranten Fachexpertise aus dem Ausland brachten. Gallatin sei hinter Hamilton insgesamt der zweitbeste Finanzminister der Vereinigten Staaten gewesen, dessen Rat Madison und Jefferson oft geholfen habe. Das „American System“ der 1830er – Eine Nationalbank, Infrastrukturinvestments, und Zölle zum Schutz heimischer Industrien – kombiniere Gallatins und Hamiltons politische Ideen. Obwohl die Jacksonians sich gegen es stellten, überdauerten Überbleibsel des „American System“ und damit auch Teile Gallatins und Hamiltons Politik bis heute. Insgesamt prägten Gallatin und Hamilton den modernen Kapitalismus Amerikas maßgeblich.

### Ehrungen
Drei Countys in Kentucky, Illinois und Montana sowie die Stadt Gallatin in Tennessee tragen seinen Namen. Die New York University benannte mehrere ihrer Institutionen und Werke nach ihm, so z. B. die Gallatin Review der Gallatin School of Individualized Study. Lewis und Clark gaben einem der drei Quellflüsse des Missouri Rivers, dem Gallatin River, und der Gallatin Range in den Rocky Mountains seinen Namen. Auch der Gallatin Canyon und der Gallatin National Forest sind nach ihm benannt.